# Mostyska
Mostyska (em ucraniano:  Мости́ська, em polonês/polaco:  Mościski, ou Mościska é uma cidade da Ucrânia, situada no oblast de  Leópolis. Sua população em 2019 foi estimada em 9.411 habitantes.